# Аспаринський сільський округ
Аспа́ринський сільський округ (каз. Аспара ауылдық округі, рос. Аспаринский сельский округ) — адміністративна одиниця у складі Меркенського району Жамбильської області Казахстану. Адміністративний центр — село Аспара.
Населення — 1596 осіб (2021; 1662 у 2009, 1758 у 1999, 2110 у 1989).
Станом на 1989 рік існувала Новоспаринська сільська рада (села Аккайнар, Аспара, Кайиндисай). 1997 року Аспаринський сільський округ ліквідовано та приєднано до складу Кенеського сільського округу. 2001 року до складу Акерменського сільського округу передано село Аспара. 2002 року був відновлений Аспаринський сільський округ, до його складу зі складу Кенеського сільського округу передано села Аккайнар (колишнє Отділення № 2) та Кайиндисай (колишнє Отділення № 1).

## Склад
До складу округу входять такі населені пункти:
| Населений пункт  | Старі назви                                          | Населення, осіб (1989) | Населення, осіб (1999) | Населення, осіб (2009) | Населення, осіб (2021) |
| ---------------- | ---------------------------------------------------- | ---------------------- | ---------------------- | ---------------------- | ---------------------- |
| Аспара, село     | -                                                    | 1444                   | 1445                   | 1086                   | 1028                   |
| Кайиндисай, село | отділення №1                                         | 334                    | 313                    | 576                    | 466                    |
| Кумарик, село    | отділення №2, ферма № совхоза Аспаринський, Аккайнар | 332                    | 0                      | -                      | 102                    |